# Åkerby församling
Åkerby församling var en församling i Uppsala stift och i Uppsala kommun i Uppsala län. Församlingen uppgick 2010 i Bälingebygdens församling.

## Administrativ historik
Församlingen har medeltida ursprung. 
Församlingen var till 1 maj 1923 moderförsamling i pastoratet Åkerby och Jumkil för att därefter till 2010 vara annexförsamling i pastoratet Bälinge, Åkerby och Jumkil som från 1962 även omfattade Börje församling. Församlingen uppgick 2010 i Bälingebygdens församling.

## Kyrkor
- Åkerby kyrka